# Boy Rozendal

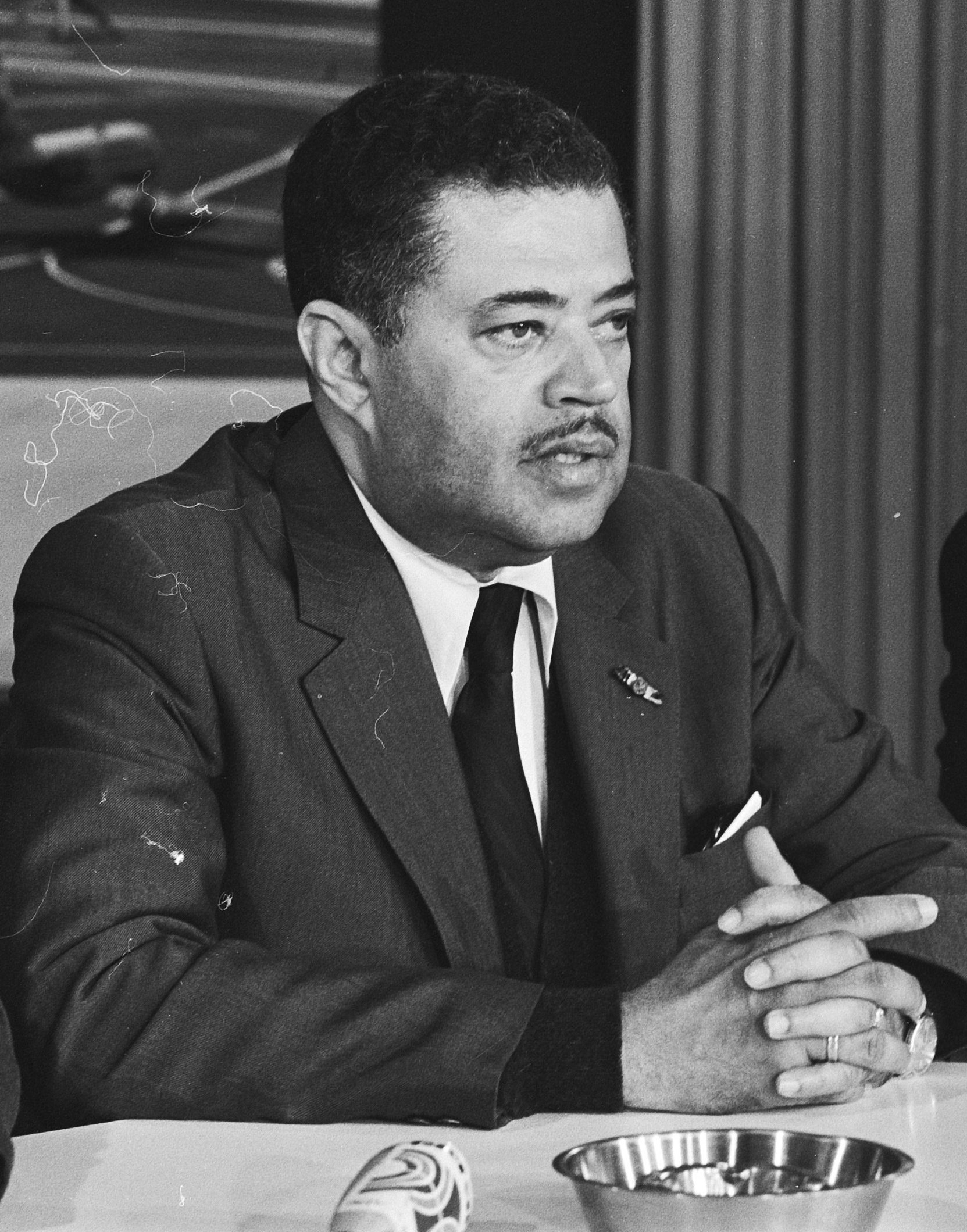
Premier Nederlandse Antillen Boy Rozendal

Boy Sylvius Gerard Marie Rozendal (Curaçao, 4 juli 1928 - 10 juni 2003) was een Curaçaos politicus. Van 1977 tot 1979 was hij premier van de Nederlandse Antillen. Van 1971 tot 1975 was hij de gevolmachtigd minister van de Nederlandse Antillen.
Moises Frumencio da Costa Gomez · 
Efraïn Jonckheer · 
Ciro Kroon ·
Gerald Sprockel ·
Ernesto Petronia ·
Ronchi Isa ·
Otto Beaujon · 
Juancho Evertsz · 
Lucina da Costa Gomez-Matheeuws ·
Boy Rozendal ·
Miguel Pourier · 
Don Martina ·
Maria Liberia-Peters · 
Suzy Camelia-Römer ·
Alejandro Felippe Paula · 
Etienne Ys ·
Ben Komproe ·
Mirna Louisa-Godett ·
Emily de Jongh-Elhage
- Biografisch Portaal: 47586014
- International Standard Name Identifier: 0000 0004 5794 9153
- Parlement.com: vg09llzdbiq0
- Virtual International Authority File: 71144814382706807087
- WorldCat: E39PBJbxHKVDQTQfDtDR7hXrv3